# 濁齒搭嘴音
濁齒搭嘴音（Voiced dental click）是一種輔音，主要出現於南非的一些口語中。表示此音的國際音標（IPA）是⟨ǀ̬⟩或⟨ᶢǀ⟩，亦有部分語言學家偏好使用已廢棄的音標⟨ʇ̬⟩或⟨ᶢʇ⟩表示該音，以免直線形的音標跟韻律符號⟨|⟩或近音音標⟨l⟩搞混。
班圖語支中有搭嘴音的語言通常將濁齒搭嘴音寫作⟨gc⟩，若該語言的⟨g⟩用於表示濁小舌擦音，則將此音寫作⟨dc⟩。

## 特徵
濁齒搭嘴音的特徵包括：
- 氣流機制是舌吸氣音。藉由舌頭將被困在一個關閉區間的空氣抽出而發聲，而非使氣流從聲門或肺/橫膈膜流出。利用這種機制所發出的音稱作搭嘴音。其濁音及鼻音也同時具有肺部氣流音的性質。
- 調音部位是牙齒，故調音時舌頭與上牙、下牙或同時與兩者接觸。
- 發聲類型是濁音，意味着發音時聲帶顫動。

- 本輔音是口腔輔音（口音），表示調音時空氣只從口裡流出。
- 本輔音為中央輔音，調音時氣流在口腔的中央流過舌面，而不從兩側流過。

## 出現於
濁齒搭嘴音主要出現在南非的科依桑语系，以及毗鄰的班圖語支當中。 
| 語言     | 語言     | 詞彙    | IPA                   | 意義     | 註釋 |
| -------- | -------- | ------- | --------------------- | -------- | ---- |
| 迪利庫語 | 迪利庫語 | Dciriku | [ᶢǀiriku] = [ʇ̬iriku]  | 迪利庫語 |      |
| 桑達韋語 | 桑達韋語 | gcĩgcoo | [ᶢǀĩ̌ːᶢǀóː] = [ʇ̬ĩ̌ːʇ̬óː] | 一種鳥名 |      |
| 耶依語   | 耶依語   | kugǀawa | [kuᶢǀawa] = [kuʇ̬awa]  | 割草     |      |

## 外部鏈結
- 在PHOIBLE上搜尋含有[ǀ̬]的語言